# Epandros

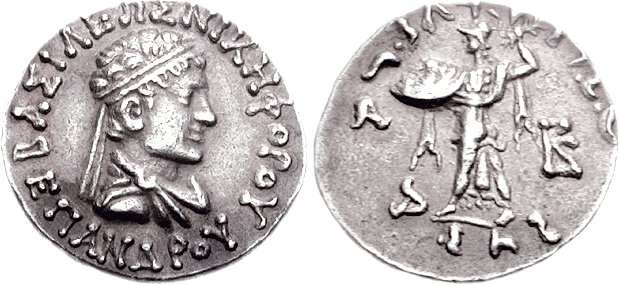
Münze Epandros’

Epandros Nikephoros war ein indo-griechischer König, der am Beginn des ersten Jahrhunderts v. Chr. regierte. Er ist bisher nur von wenigen Münzen bekannt, die sich vor allem im Punjab fanden. Dies war also das Herrschaftsgebiet seiner wahrscheinlich eher kurzen Regierungszeit. Nahrain sieht in ihm zusammen mit Polyxenos einen Vasallenkönig von Menandros.
Seine Silbermünzen zeigen auf der Vorderseite meist sein Porträt und griechische Legenden, auf der Rückseite befindet sich ein Bild einer stehenden Athene mit Legenden in Kharoshthi. Auf den Kupferprägungen erscheint Nike und ein Bulle.